# Powiat Rakovník

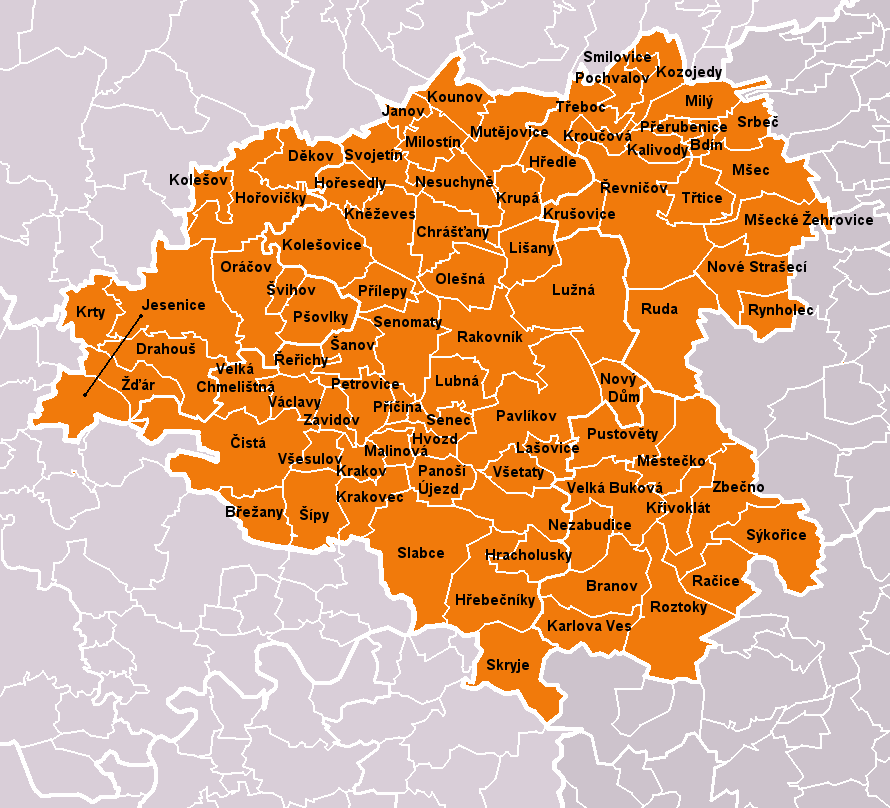
Powiat Rakovník

Powiat Rakovník (czes. Okres Rakovník) – powiat w Czechach, w kraju środkowoczeskim.
Jego siedziba znajduje się w mieście Rakovník. Powierzchnia powiatu wynosi 930,3 km², zamieszkuje go 54 271 osób (gęstość zaludnienia wynosi 58,36 mieszkańców na 1 km²). Powiat ten liczy 84 miejscowości, w tym 2 miast.
Od 1 stycznia 2003 powiaty nie są już jednostką podziału administracyjnego Czech. Podział na powiaty zachowały jednak sądy, policja i niektóre inne urzędy państwowe. Został on również zachowany dla celów statystycznych.

## Struktura powierzchni
Według danych z 31 grudnia 2003 powiat ma obszar 930,3 km², w tym:
- użytki rolne - 52.43%, w tym 84.24% gruntów ornych
- inne - 47.57%, w tym 81.19% lasów
- liczba gospodarstw rolnych: 360

## Demografia
Dane z 31 grudnia 2003:
| Opis        | Ogółem | Kobiety      | Mężczyźni    |
| ----------- | ------ | ------------ | ------------ |
| populacja   | 54 271 | 27655 50,96% | 26616 49,04% |
| średni wiek | 39,5   | 41,09        | 38,31        |

- gęstość zaludnienia: 58,36 mieszk./km²
- 39,72% ludności powiatu mieszka w miastach.

## Zatrudnienie
| Mieszkańcy ze stałym zatrudnieniem | 10 976       |
| Średnia pensja miesięczna          | 15 279 koron |
| Bezrobotni                         | 2 288        |
| Stopa bezrobocia                   | 7.94%        |

## Szkolnictwo
W powiecie Rakovník działają:
| Rodzaj szkoły                   | Liczba szkół |
| ------------------------------- | ------------ |
| Przedszkola                     | 42           |
| Szkoły podstawowe               | 27           |
| Gimnazja                        | 2            |
| Szkoły średnie techniczne       | 4            |
| Szkoły średnie ogólnokształcące | 5            |
| Szkoły wyższe                   |              |

## Służba zdrowia
| Lekarze                               | 140 |
| Szpitale                              | 1   |
| Specjalistyczne ośrodki terapeutyczne | 1   |
| Gabinety dentystyczne                 | 25  |
| Apteki                                | 9   |